# 謝兆邦
謝兆邦（1924年—2017年3月8日），生於英屬香港，企業家，中正藥房與京都念慈菴公司創辦人，曾任大西洋飲料公司董事長。

## 生平
原為藥房售貨員，在20多歲時，與其妻在英屬香港彌敦道開設中正藥房。1946年，向楊孝廉的第七代後人楊仲籬、楊萬如兄弟購買了京都念慈庵川貝枇杷膏的藥方，在同年在香港成立京都念慈菴總廠有限公司，並依託以孝親圖與京都念慈菴為商標。除在自家中正藥房販售之外，也在其他藥房託售。隨著生意擴充，將藥房遷至太子大埔道。1961年，註冊成立中正藥房有限公司。次年將京都念慈菴總廠有限公司於香港註冊。
1961年，謝兆邦至台灣拓展市場，在台北市設立京都念慈菴藥廠股份有限公司。1963年在台灣台北縣設立生產工廠。1965年在台灣投資大西洋飲料，邀請香港屈臣氏公司入股及協助管理，1966年謝兆邦任董事長。1979年因股東意見不合，將大西洋公司股權出售給蔡辰男。
1984年，將生產工廠由香港深水埗遷移至新界荃灣。1985年，由香港將枇杷膏運送至中國深圳藥房寄賣，打入中國市場。
1993年，為避免香港回歸可能造成經營風險，在新加坡設立生產工廠與研發中心，生產科學中藥。
1999年，謝兆邦因中風，將京都念慈菴藥廠經營交給總經理陳然與其長子謝國昌。2017年，謝兆邦在香港過世。

## 家庭
在香港娶大房劉雪晴，生有一女謝慧君。其女婿鄧世濤。
在台灣娶二房游美玲，生有三子三女。長女謝慧敏，次女謝慧淦。長子謝國昌。